# П'єтроаселе
П'єтроаселе (рум. Pietroasele) — село у повіті Бузеу в Румунії. Адміністративний центр комуни П'єтроаселе.
Село розташоване на відстані 82 км на північний схід від Бухареста, 20 км на захід від Бузеу, 119 км на захід від Галаца, 97 км на південний схід від Брашова.

## Населення
За даними перепису населення 2002 року у селі проживали 1652 особи.
Національний склад населення села:
| Національність | Кількість осіб | Відсоток |
| -------------- | -------------- | -------- |
| румуни         | 1624           | 98,3%    |
| цигани         | 28             | 1,7%     |

Рідною мовою назвали:
| Мова      | Кількість осіб | Відсоток |
| --------- | -------------- | -------- |
| румунська | 1638           | 99,2%    |
| циганська | 14             | 0,8%     |